# József telefonközpont
A József telefonközpont (József főközpont) nagy méretű, eredetileg távközlési rendeltetésű ipari épület Budapest VIII. kerületében. Jelenleg három szálloda és egy kulturális központ üzemel benne.

## Története
A József Központ megépítésére azért volt szükség, mert a Teréz központ (I. központ, ma Merkúr-palota) telefonvonal-előfizetőinek száma elérte a 21 000-et. Az új telefonközpontot 1910 és 1917 között építették a Horváth Mihály téren, tervezője a korszak neves építésze, Ray Rezső Vilmos volt. A 15 000 helyi előfizető és 480 helyközi áramkör számára készült  épület esetében valósult meg az első jelentős állami vasbeton építkezés Magyarországon. A Magyar Építőművészet folyóirat 1917/10-12. száma részletesen beszámolt az építkezés menetéről, az Építő Ipar 1918/6-8. száma pedig műszaki kialakításáról.
1917. július 15-én helyezték üzembe, teljesen 1919. július 15-ére készült el, amikor már a nemzetközi központ is itt működött. A kézi kapcsolás automatizálásával 1921-től foglalkoztak. 1928-ban kapcsolták be a budapesti hálózatba. Az 1932-re elkészült alközpontokkal az egész fővárosi hálózat automatizálttá vált. 
1945-ben a távozóban lévő német katonák felrobbantották a géptermet. A háború után – nagyrészt a dolgozók segítségével – részlegesen helyreállították, még abban az évben kézi kapcsolással 900 előfizetőt csatlakoztattak. 1946-ban hoztak át a Teréz központból egy 5000-es kapacitású automata központot az épületbe. A 7A2 típusú, helyi forgalmat kapcsoló központot 1950 és 1967 között hatszor bővítették – egy-egy alkalommal 4000-rel –, így végül 32 000-re nőtt a kapacitása. A József központ előfizetőinek száma a Ferenc központ 1962-es átadása után 9600-zal csökkent, mert  Pesterzsébet mellékközpontját, továbbá a József Attila lakótelep, Kispest, Pestlőrinc, Pestimre, Rákosmente és – részben – Csepel előfizetőit attól kezdve a Ferenc-központhoz kapcsolták. Az időszámlálást a Józsefben 1974-ben vezették be. A József központ négy kerületben (VIII., IX., X., XXI.) 18,36 km²-nyi területet látott el, az állomások hatjegyű telefonszámának első két számjegye 13, 14, 33 vagy 34 volt.  
1982-ben kezdték telepíteni a Belváros központhoz vezető 2205 méteres, 1984-ben a Ferenc központ irányába az 5862 méteres „átkérő kábelt” (ODÁR I. és II. rendszer).
A rendszerváltás idején, 1989 decemberében  a Magyar Postától a Matávhoz került a hazai távközlés üzemeltetése. A központ 82 éven át üzemelt: 1999. január 13-án állt le végleg a működése. Ezt követően a Matáv alkalmanként, filmforgatások számára adta bérbe. 2005-ben Magyar Telekom lett a Matáv jogutódja. A központ épületeit 2007-ben egyiptomi befektetőknek értékesítette, akik luxusszállodává akarták alakítani. Ez nem valósult meg, és az épület a spanyol hátterű MHC Kft. tulajdonába került. Végül hosszadalmas felújítási munkálatok után a Horváth Mihány tér felöli műemlék épületegyüttesben, 2020 őszén ötcsillagos szállodák nyíltak Kozmo Luxury Hotel, Úttörő Luxury Suites és Celine Residence Luxury Living néven.

## Belföldi és nemzetközi központ
A 20. század elején épült központ mögött, a József és a Bacsó Béla (ma: Német) utca sarkán légvédelmi bunker állt, amelyre Cleve Rudolf tervei alapján 1967-ben kezdték építeni a lekerekített sarkú, vasbeton „kockát”. Az 1971-ben átadott épületben helyezték el a belföldi és nemzetközi távhívó központot.
A megürült épületet 2020-ban a Telekom eladta; Nyolcésfél Inspirációs Övezet és Alkotótér néven, független közösségi inkubátorházként társadalmi és kulturális funkciót kapott: a különböző méretű irodahelyiségeket civil szervezetek, a hajdani telefonközpontok tágasabb géptermeit pedig előadóművészeti társulatok, könnyűzenei együttesek és alkotóműhelyek használják. A tulajdonos Whitefield Management kiállítások rendezésére, stúdiók és próbahelyszínek céljára adja bérbe a szabad tereket. Az udvarban Fél Kilenc néven kávézó nyílt.

## Képtár

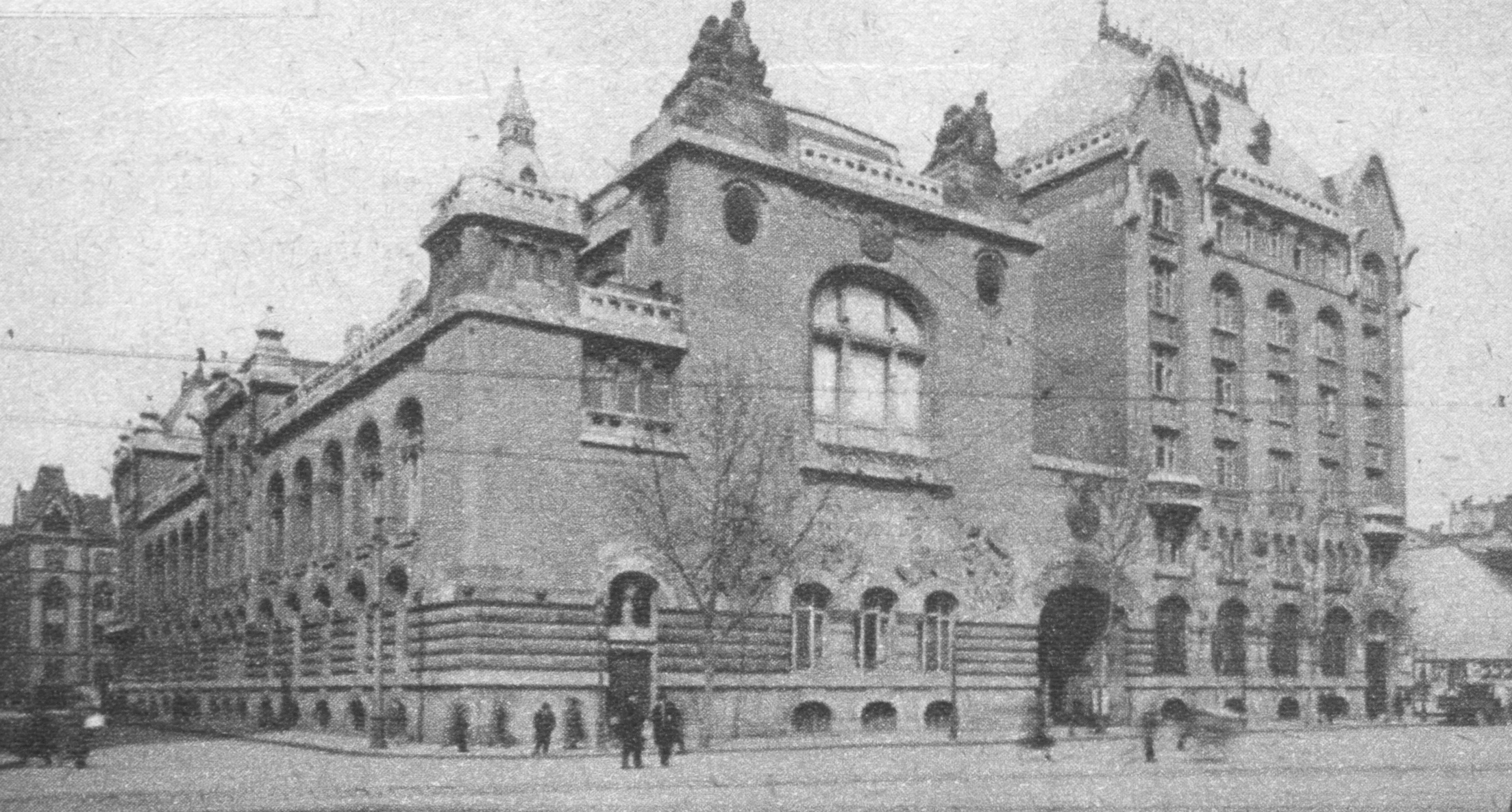
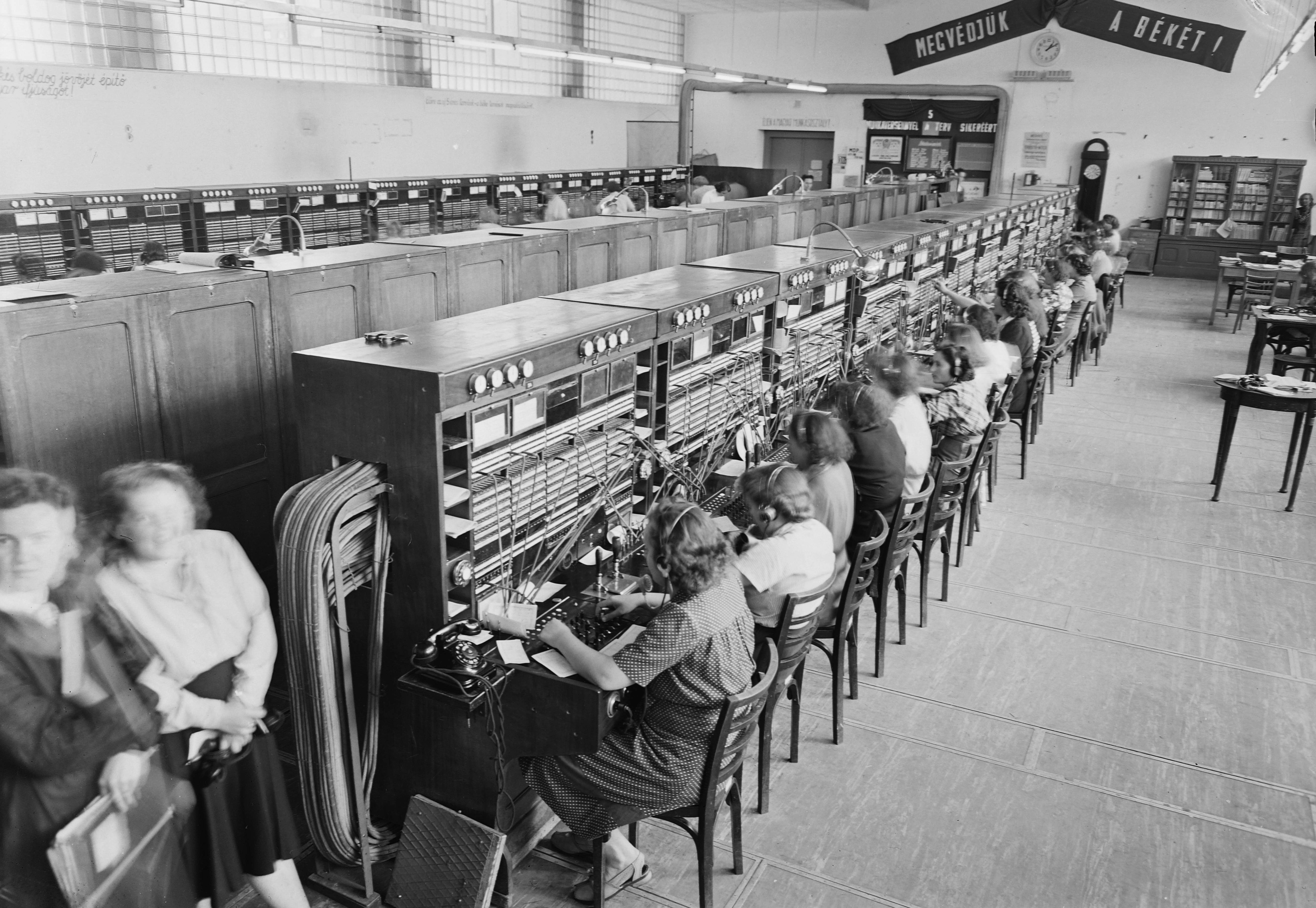
A nemzetközi kapcsolóterem 1951-ben
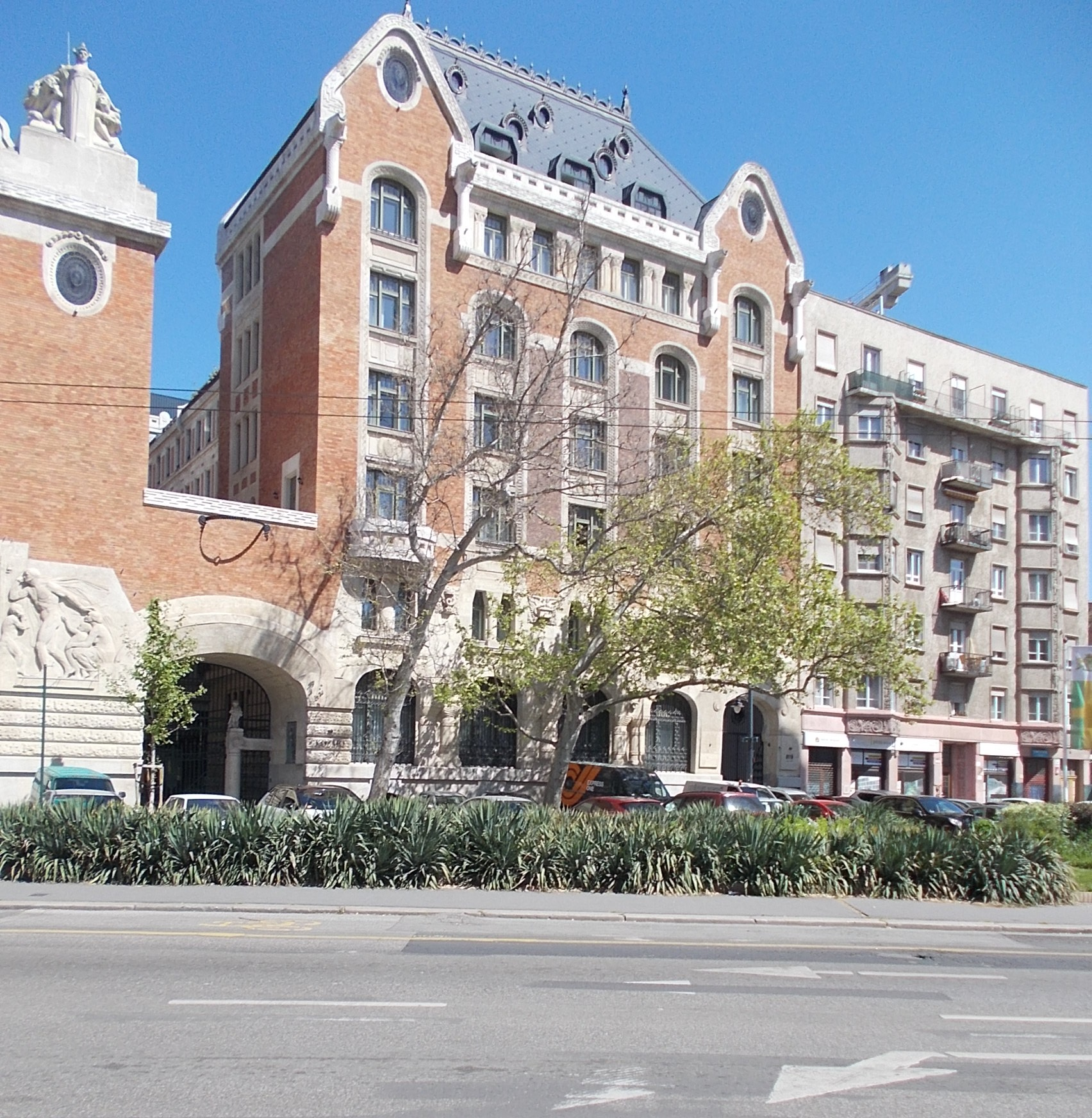
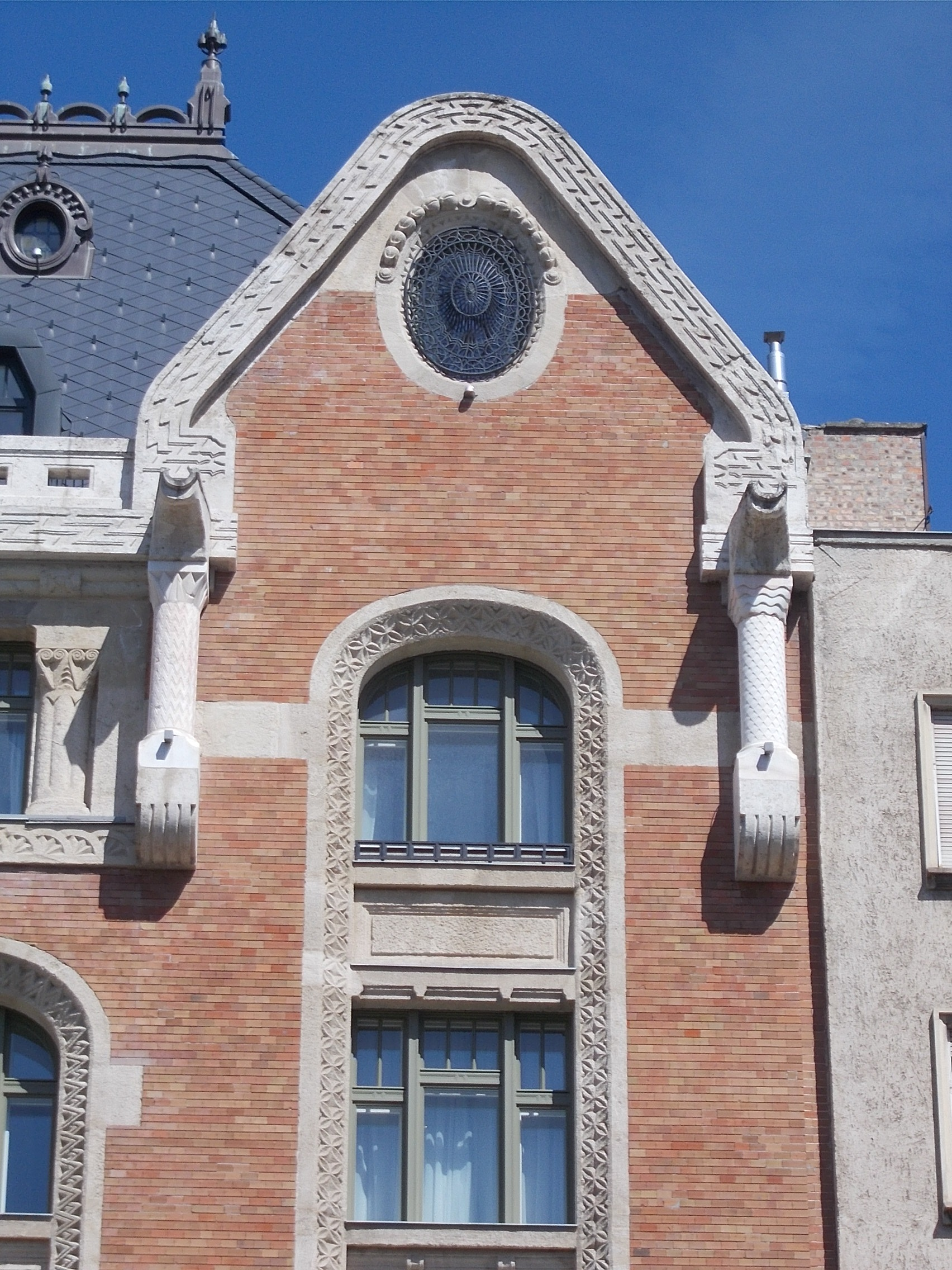
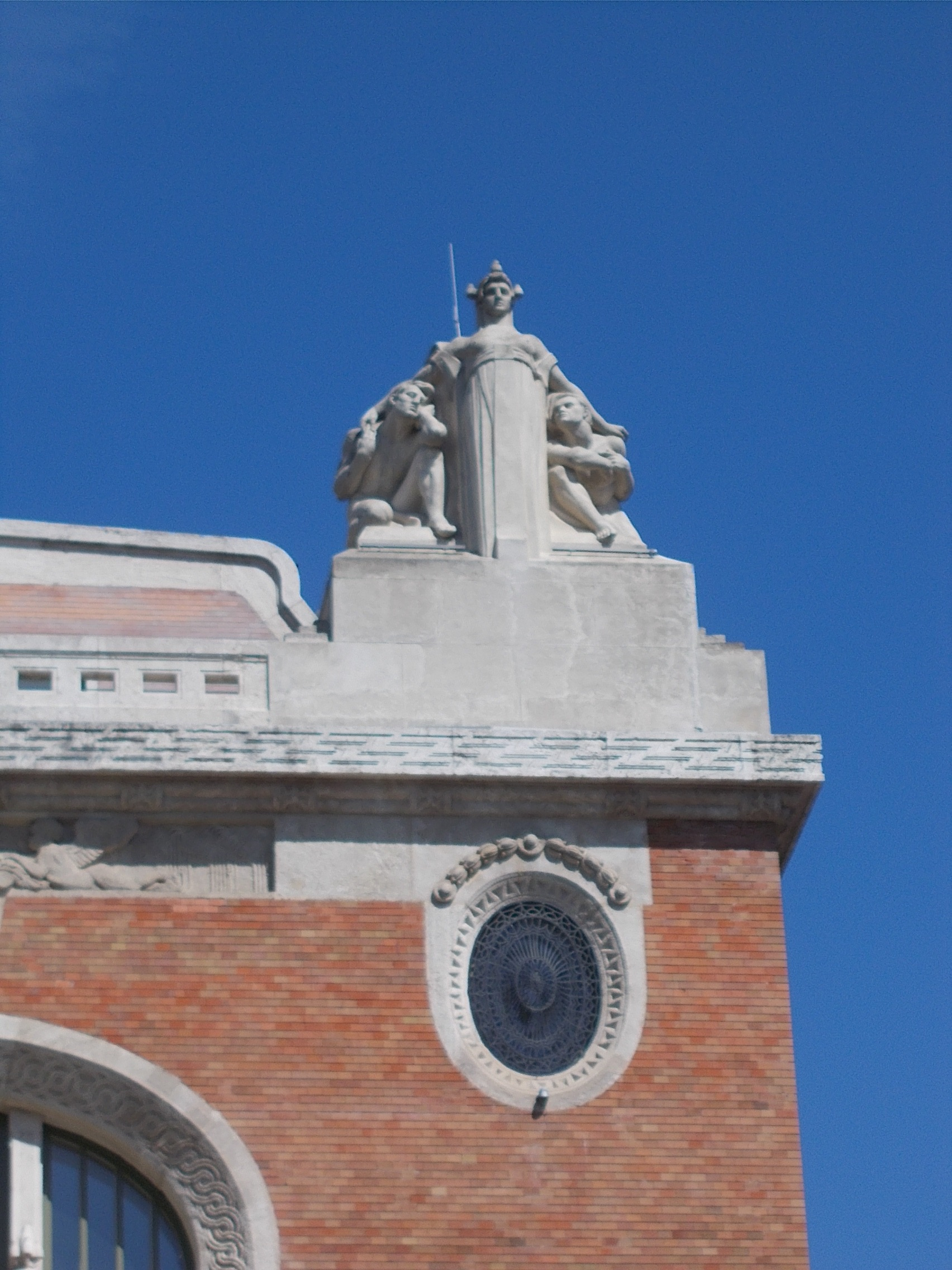
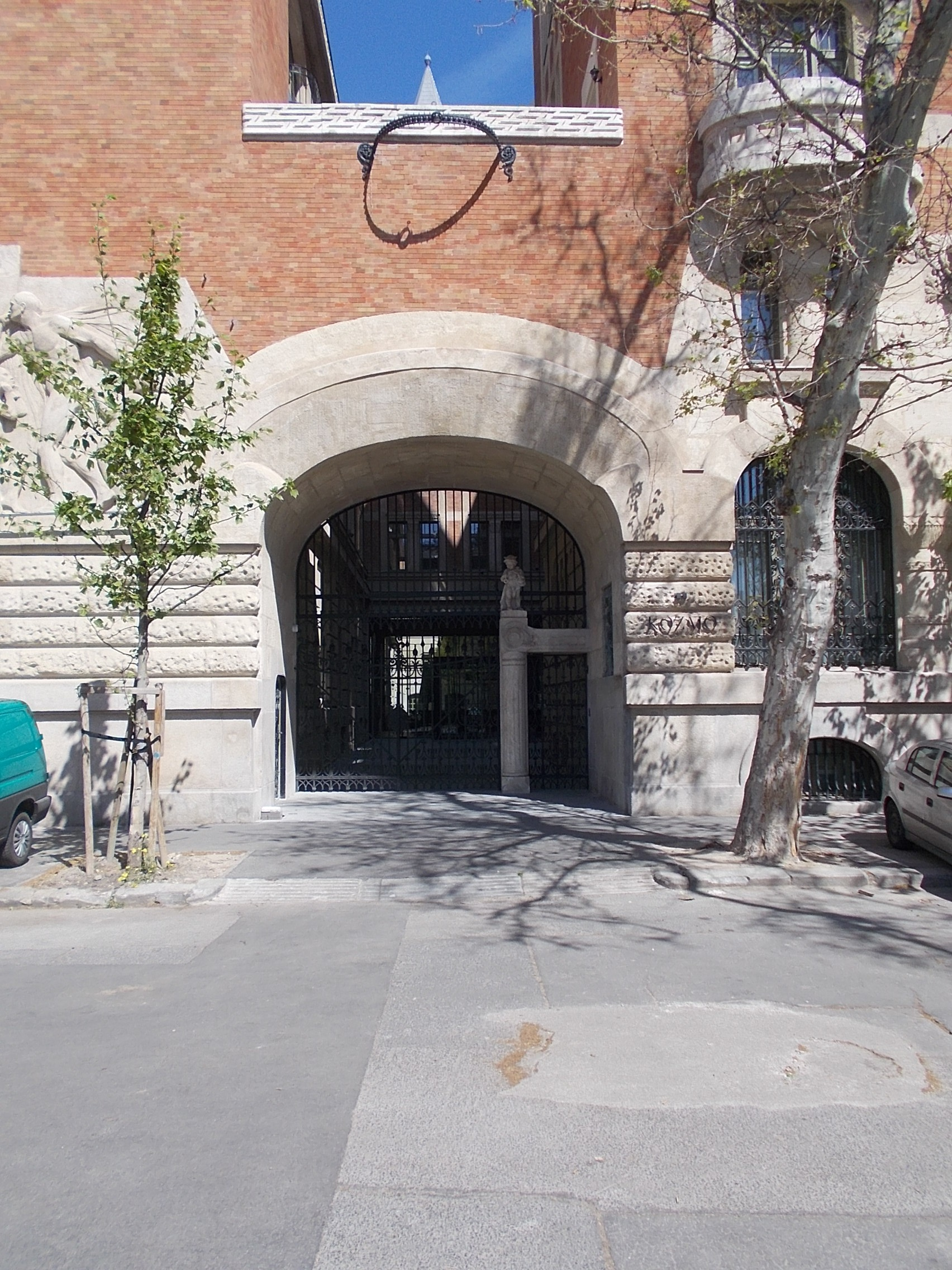
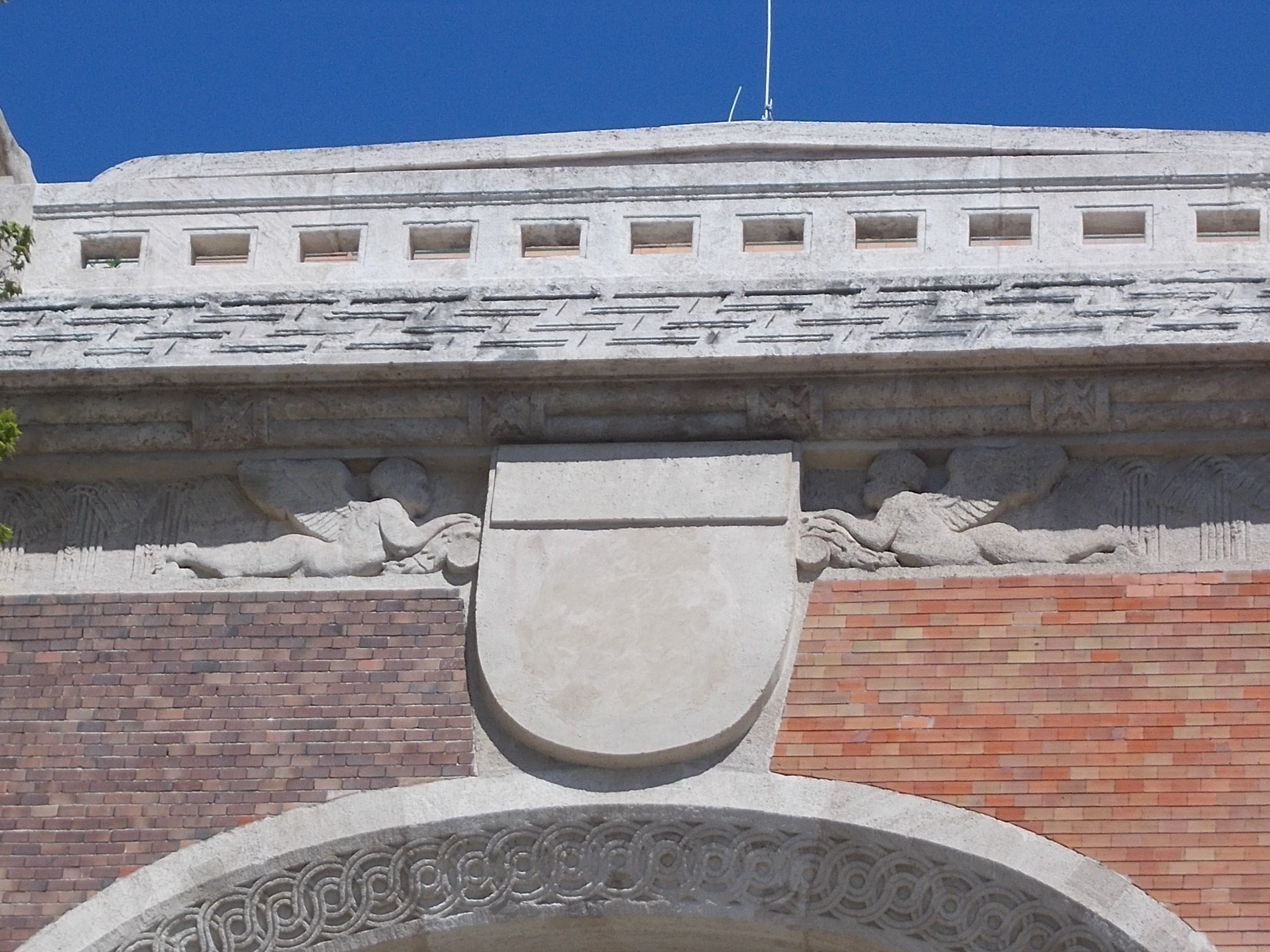
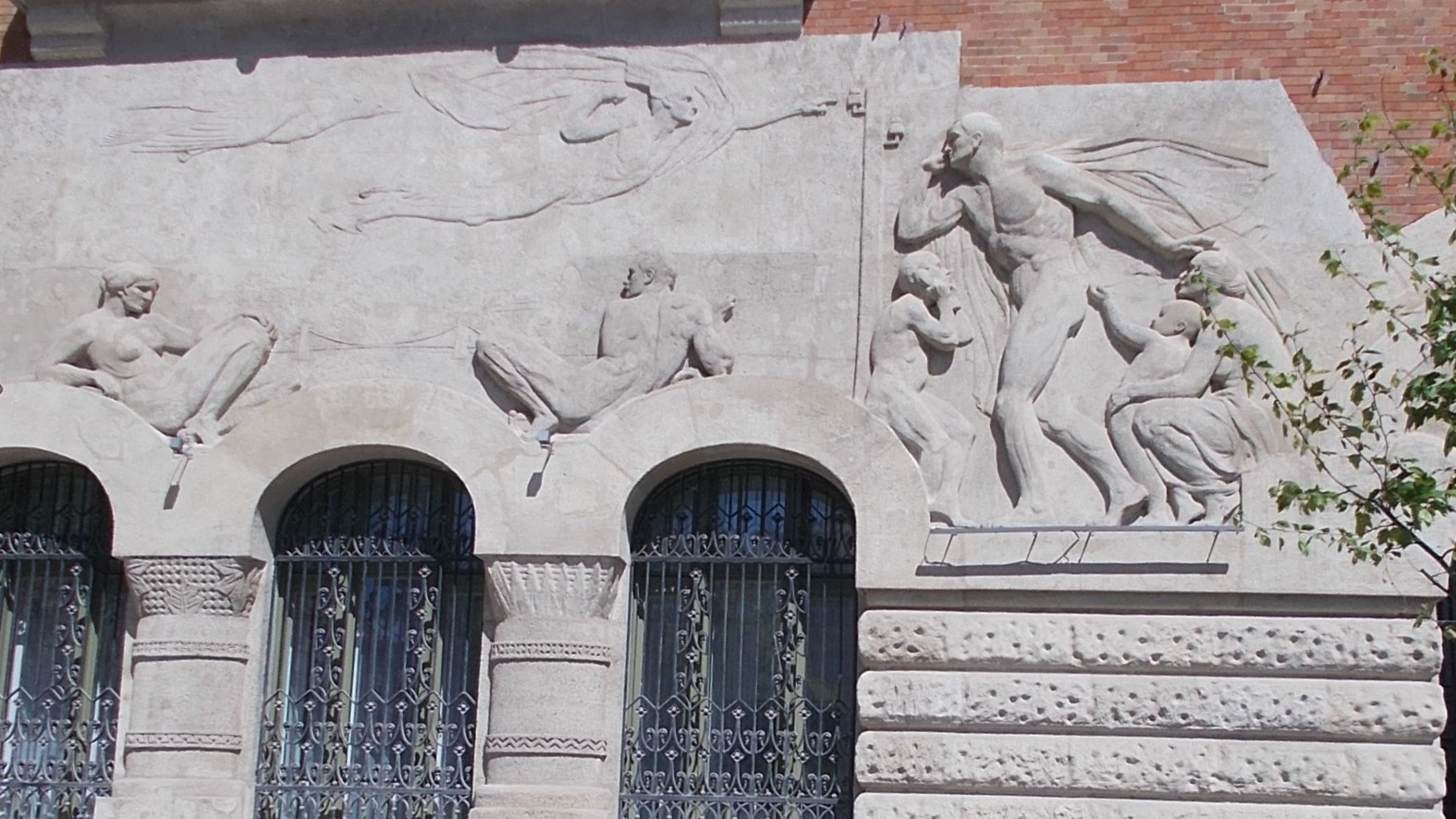
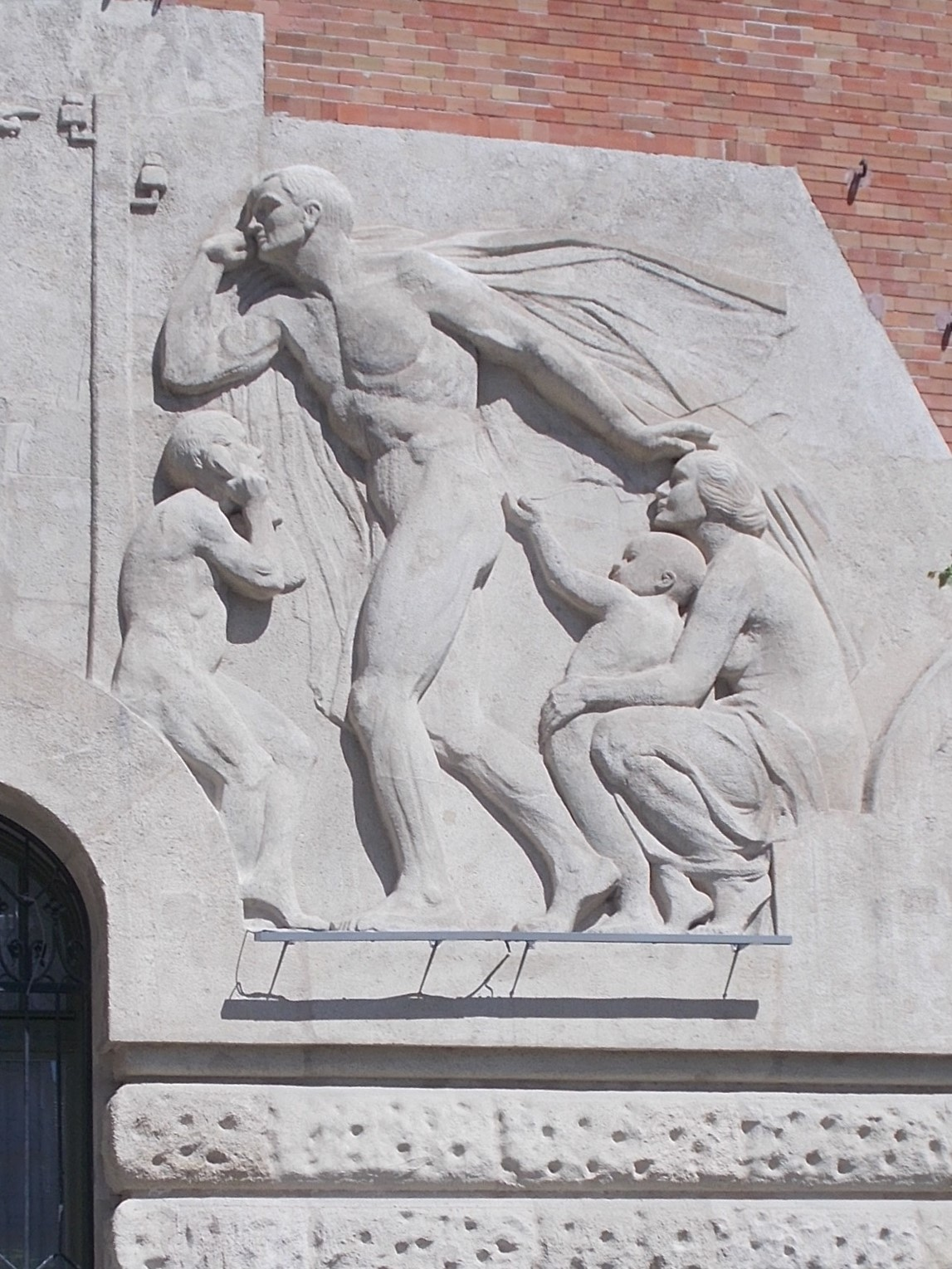
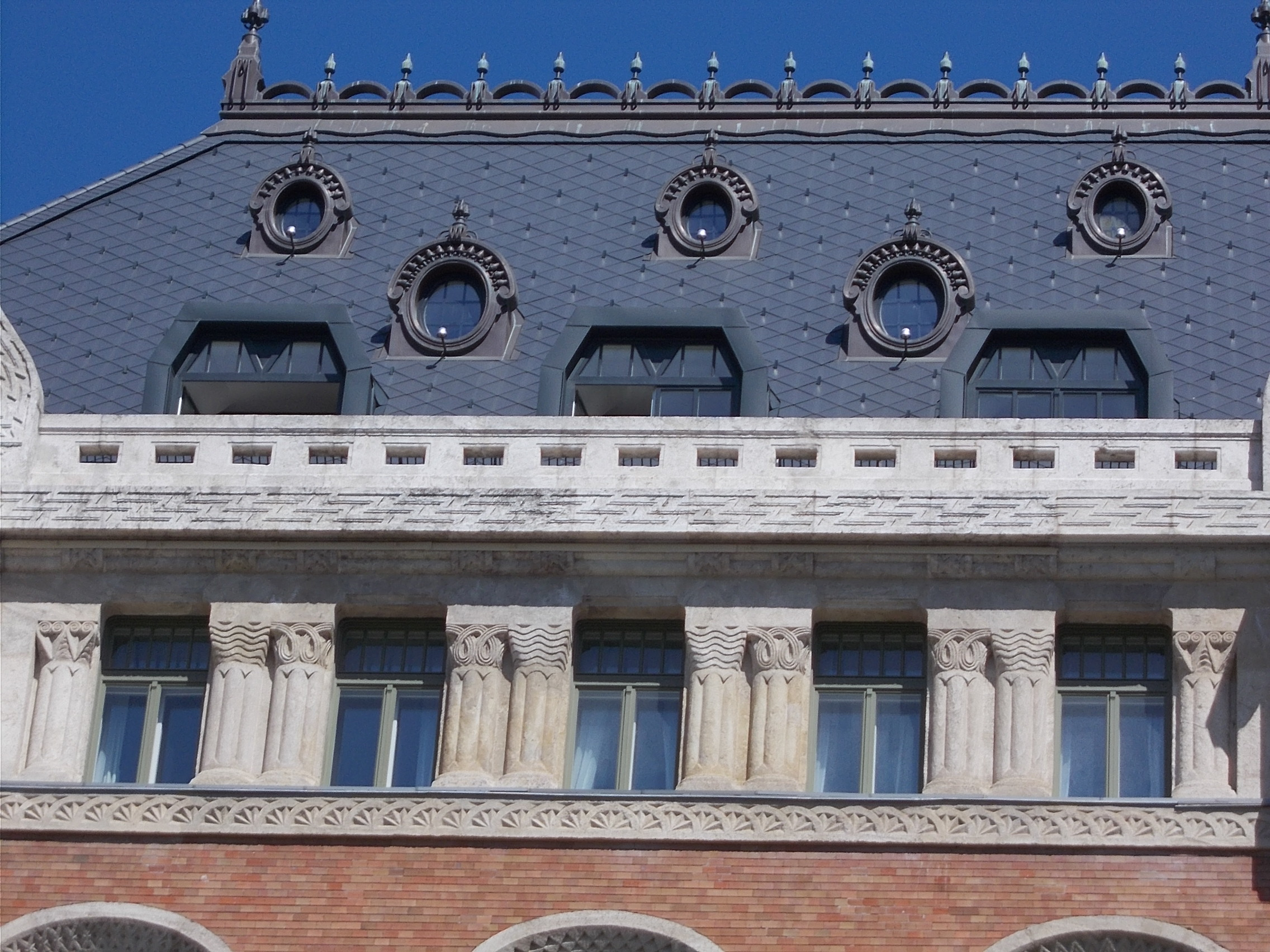
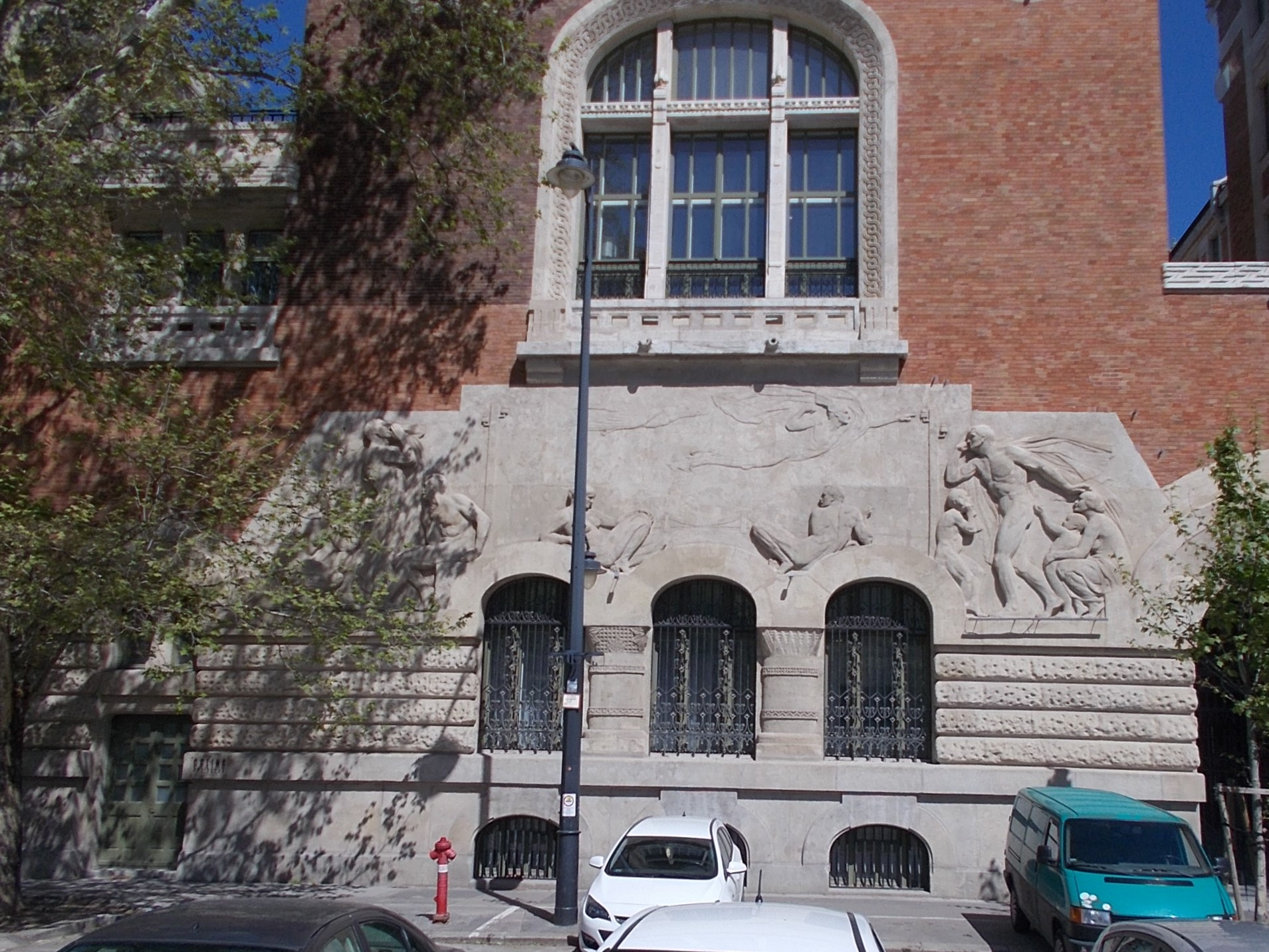
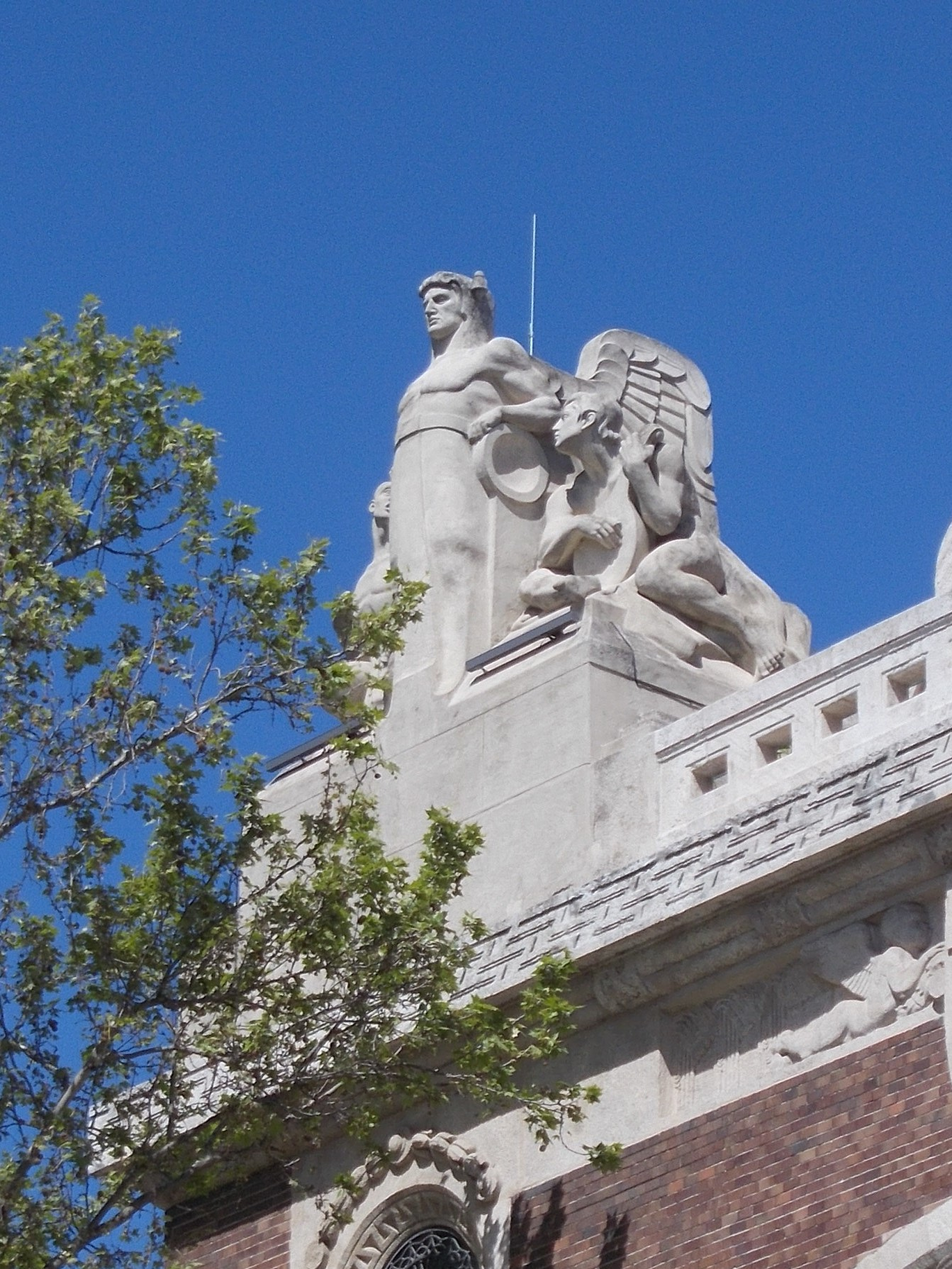
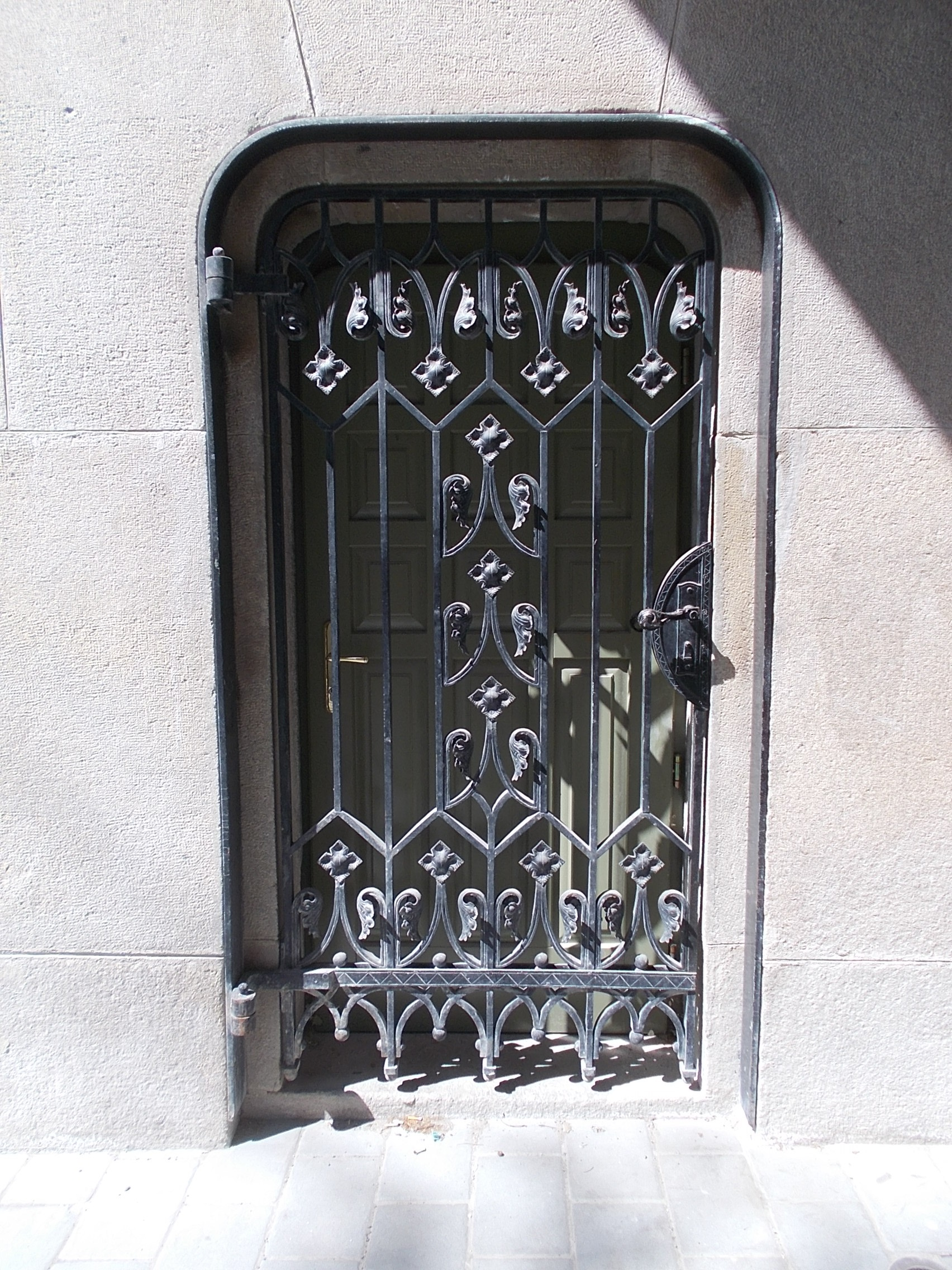
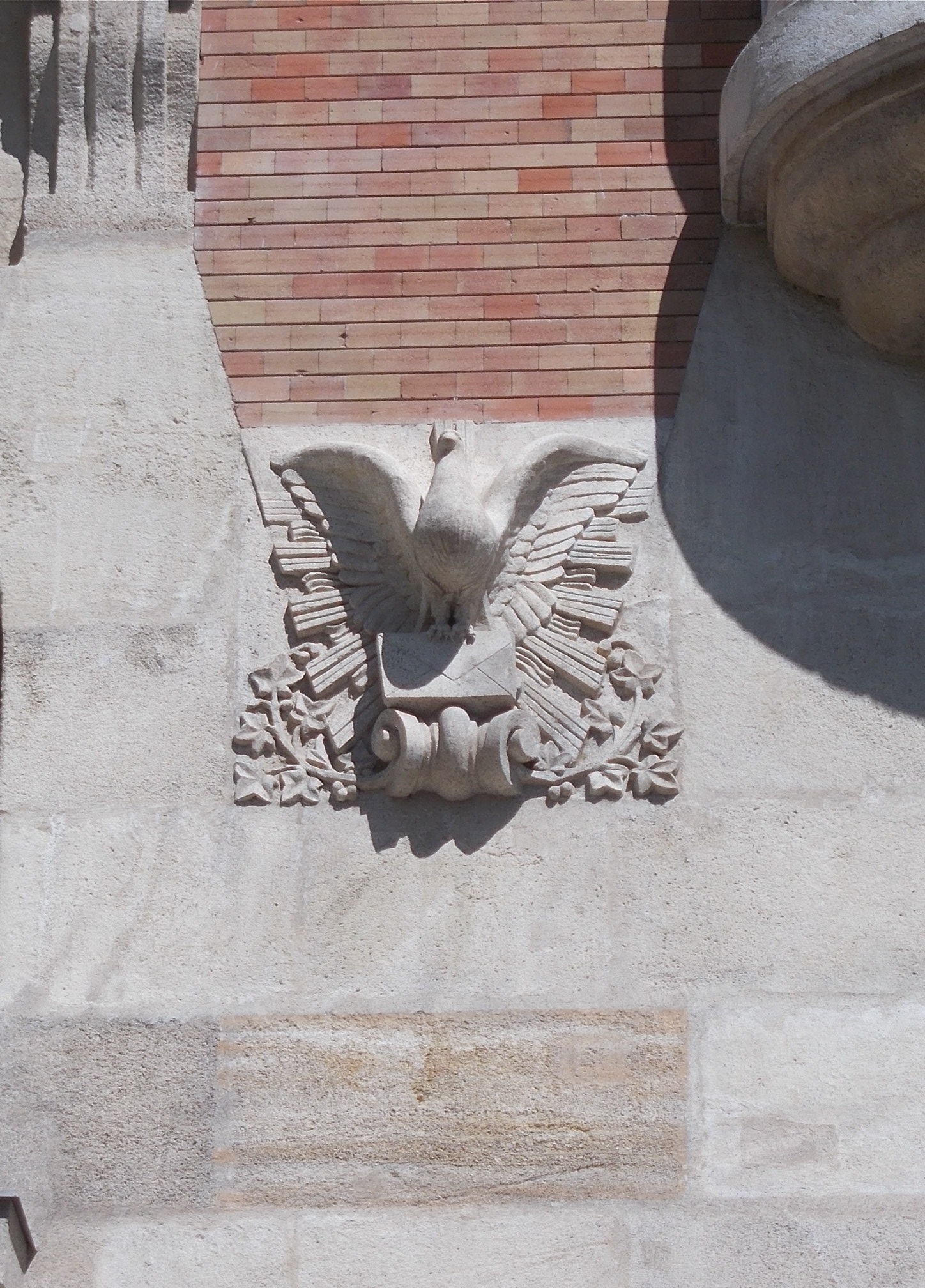
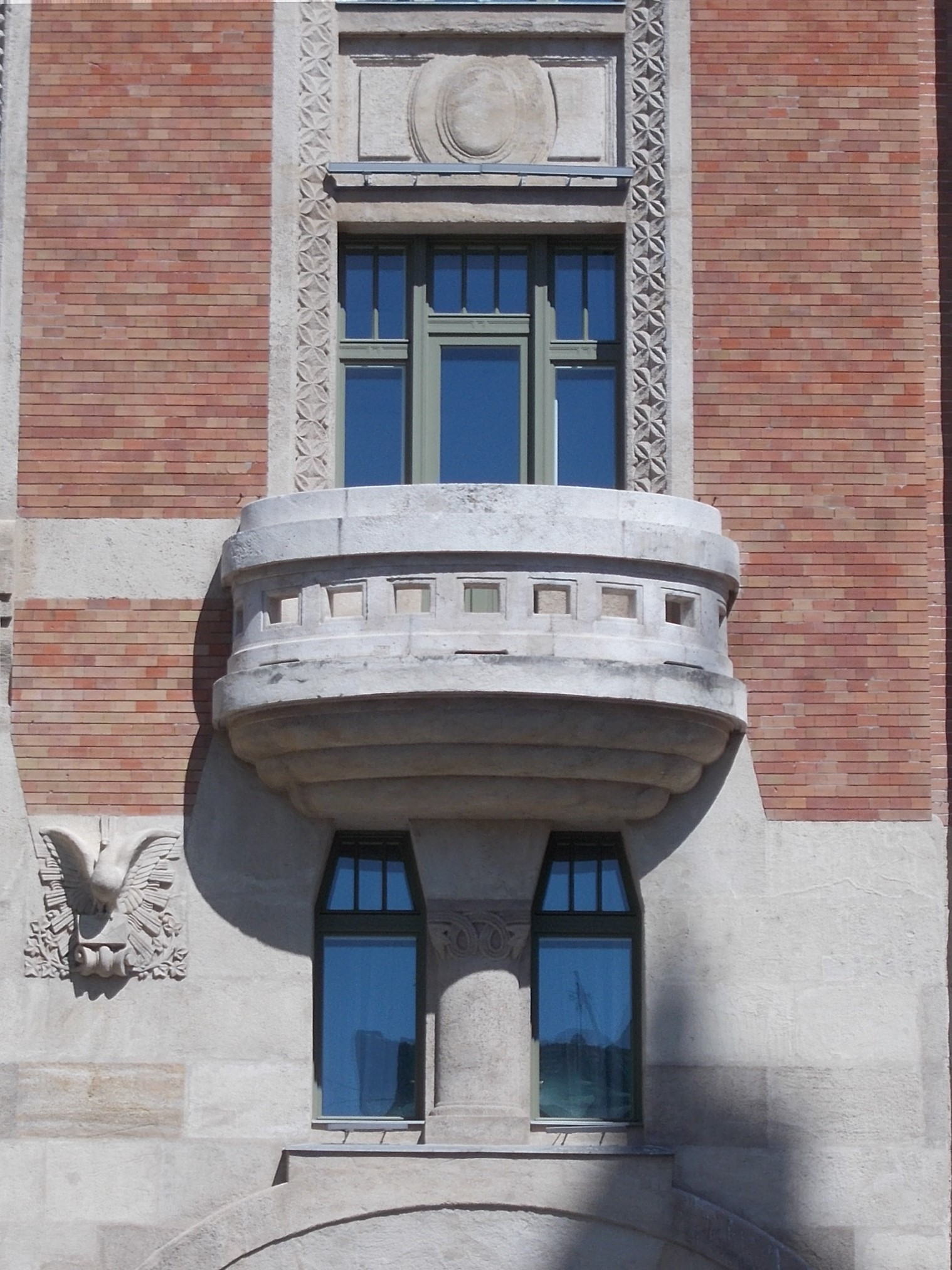

## Egyéb irodalom
- (szerk.) Kollin Ferenc: Budapesti üdvözlet, Helikon Kiadó, Budapest, 1983, ISBN 963-207-595-1
- (szerk.) Bakos János – Kiss Antalné – Kovács Gergelyné: Postaépítészet Magyarországon, Távközlési Könyvkiadó, Budapest, 1992, ISBN 963-7588-07-8